# Coupe Océanie 2019
Ne doit pas être confondue avec la Pacific Cup, compétition organisée entre 1974 et 2009
La première édition de la Coupe Océanie (2019 Oceania Cup en anglais) se déroule du 22 juin 2019 au 9 novembre 2019 en Australie et Nouvelle-Zélande. Elle regroupe six nations de la région Océanie. La compétition est annoncée par la Fédération internationale lors de son congrès en novembre 2018.
Deux groupes de trois équipes sont mis en places avec un système de promotion et de relégation et a pour objectif d'être un évènement annuel. Le groupe A est composé des trois meilleures nations de la zone Pacifique que sont l'Australie, la Nouvelle-Zélande et les Tonga, tandis que le groupe B regroupe les Fidji, les Samoa et la Papouasie-Nouvelle-Guinée. Le vainqueur du groupe B est promu dans le groupe A en 2020 en raison de la tournée européenne de l'Australie.

## Villes et stades
Les six matchs de la compétition, se jouent sur cinq stades différents. 
| Auckland          | Auckland            | Wollongong        | Sydney            | Christchurch      |
| ----------------- | ------------------- | ----------------- | ----------------- | ----------------- |
| Eden Park         | Mount Smart Stadium | WIN Stadium       | Leichhardt Oval   | Rugby League Park |
| Capacité : 50 000 | Capacité : 30 000   | Capacité : 23 000 | Capacité : 20 000 | Capacité : 18 000 |
|                   |                     |                   |                   |                   |

## Résultats

### Groupe A
| Groupe D |                  |   |   |   |   |    |    |     |
|          | Équipe           | J | V | N | D | PP | PC | Pts |
| 1        | Australie        | 2 | 1 | 0 | 1 | 38 | 20 | 2   |
| 2        | Nouvelle-Zélande | 2 | 1 | 0 | 1 | 38 | 40 | 2   |
| 3        | Tonga            | 2 | 1 | 0 | 1 | 30 | 46 | 2   |

| 22 juin    | Nouvelle-Zélande | 34 - 14 | Tonga            | Mount Smart Stadium, Auckland |
| 25 octobre | ' Australie      | 26 - 4  | Nouvelle-Zélande | WIN Stadium, Wollongong       |
| 2 novembre | Tonga            | 16 - 12 | Australie        | Eden Park, Auckland           |

| Sélectionneur : |
| Maguire         |

| Sélectionneur : |
| Woolf           |

| Sélectionneur : |
| Maguire         |

| Sélectionneur : |
| Woolf           |

| Sélectionneur : |
| Meninga         |

| Sélectionneur : |
| Maguire         |

| Sélectionneur : |
| Meninga         |

| Sélectionneur : |
| Maguire         |

| Sélectionneur : |
| Woolf           |

| Sélectionneur : |
| Meninga         |

| Sélectionneur : |
| Woolf           |

| Sélectionneur : |
| Meninga         |

### Groupe B
| Groupe D |                      |   |   |   |   |    |    |     |
|          | Équipe               | J | V | N | D | PP | PC | Pts |
| 1        | Fidji                | 2 | 2 | 0 | 0 | 66 | 38 | 4   |
| 2        | Samoa                | 2 | 1 | 0 | 1 | 42 | 50 | 2   |
| 3        | Papouas.-Nlle-Guinée | 2 | 0 | 0 | 2 | 26 | 46 | 0   |

| 22 juin    | Papouas.-Nlle-Guinée | 6 - 24  | Samoa                | Leichhardt Oval, Sydney         |
| 2 novembre | Samoa                | 18 - 44 | Fidji                | Eden Park, Auckland             |
| 9 novembre | Fidji                | 22 - 20 | Papouas.-Nlle-Guinée | Rugby League Park, Christchurch |

| Sélectionneur : |
| Marum           |

| Sélectionneur : |
| Parish          |

| Sélectionneur : |
| Marum           |

| Sélectionneur : |
| Parish          |

| Sélectionneur : |
| Parish          |

| Sélectionneur : |
| Costin          |

| Sélectionneur : |
| Parish          |

| Sélectionneur : |
| Costin          |

| Sélectionneur : |
| Costin          |

| Sélectionneur : |
| Marum           |

| Sélectionneur : |
| Costin          |

| Sélectionneur : |
| Marum           |